# Tori Penso
Mary Victoria Penso, detta Tori e nata Hancock (Stuart, 8 luglio 1986), è un arbitro di calcio statunitense.

## Biografia
Nata Mary Victoria Hancock, è sposata con l'arbitro connazionale Chris Penso, da cui ha preso il cognome ed ha avuto tre figli.

## Carriera
Tori inizia la carriera arbitrale all'età di 18 anni, nel 2004, quando viene invitata a frequentare un Olympic Development Program a livello arbitrale, sostenuto dalla federazione. Viene ingaggiata in qualità di ufficiale di gara soltanto nel 2013, dove è chiamata ad arbitrare nella National Women's Soccer League (NWSL), neonato campionato professionistico femminile statunitense.
Dopo l'approdo in USL Championship nel 2019 è designata anche in Major League Soccer, dov'è impiegata in qualità di quarto ufficiale. Il 25 settembre 2020, in occasione dell'incontro tra Nashville e D.C. United esordisce nella massima serie statunitense, divenendo la prima donna dai tempi di Sandy Hunt, che diresse un match di MLS nel maggio del 2000.
Nel gennaio del 2023 viene inclusa fra le 33 direttrici di gara incaricate di dirigere le partite della fase finale del campionato mondiale femminile di calcio dello stesso anno, disputato in Australia e Nuova Zelanda. Nella competizione arbitra due partite della fase a gironi, un ottavo di finale, una semifinale e la finale, incontro tra la Spagna e l'Inghilterra. Nell'occasione è divenuta il primo arbitro statunitense di ogni genere ad arbitrare una finale di un campionato del mondo.
Nell'estate 2024 partecipa ai Giochi Olimpici di Parigi, dove dirige due partite della fase a gironi ed un quarto di finale.